# Споменик ослободиоцима Скопља
Споменик ослободиоцима Скопља (мкд. Споменик „Ослободители на Скопје“) налази се испред зграде градског Собрања у Скопљу. Подигнут је 1955. године. Аутор споменика је вајар Иван Мирковић.

## Историјска позадина
Још током борби за Штип и Велес, Главни штаб НОВ и ПО Македоније осмислио је план о концентричном нападу на Скопље. За ослобођење Скопља биле су предвиђене 42. дивизија, 50. дивизија и 16. бригада Кумановске дивизије. У граду су за то време биле стациониране 22. немачка дивизија и 47. пук на северној и источној страни и делови 65. пука на јужној страни града.
Напад на спољну одбрану Скопља започео је 11. новембра када је сломљен немачки отпор код Катланова и села Лисичје. Дана 12. новембра батаљони 3. и 12. бригаде продрли су у град, а у ноћи 12/13. новембра (доподне), заједно с ударним групама из града, у уличним борбама савладали су немачку одбрану и вршили ликвидацију последњих упоришта у Официрском дому, Народној банци и Железничкој станици. У даљим борбама су до 16 часова ослободили читав град; само је остала једна мања група од 40 Немаца која је ликвидирана у ноћи 13/14. новембра у згради Учитељске школе.

## Опис споменика
Споменичка композиција састоји се од 7 бронзаних скулптура у позама борбе против непријатеља: 
- борац на челу композиције који с пушком у руци охрабрује борце на јуриш
- жена у одлучном ставу с пушком у руци
- дете с мањим ватреним оружјем
- борац који једном руком придржава рањеног друга, а другом баца бомбу
- умирући борац који својим последњим снагама држи уздигнуту заставу
- омладинац који извлачи оружје из паса и припрема се за напад

Скулптуре су израђене у натприродној величини и постављене на ниском постољу. На предњем делу стоји мермерна плоча с натписом:
| 13-11-1944 на ослободителите на Скопје Градски Одбор на СБМ Скопје |

## Галерија
- Борац на челу колоне
- Жена-борац
- Дете-борац
- Рањени борац
- Умирући борац